# 트로이 글로스
트로이 에드워드 글로스(Troy Edward Glaus, 1976년 8월 3일 ~ )는 전 메이저 리그 베이스볼 1루수이자 3루수이다. 이전에 글로스는 애너하임 에인절스(1999 ~ 2004), 애리조나 다이아몬드백스(2005), 토론토 블루제이스(2006 ~ 07), 세인트루이스 카디널스(2008 ~ 09)와 애틀랜타 브레이브스(2010)와 함께 선수 생활을 하였다. 그는 캘리포니아 대학교 로스앤젤레스에서 수학하는 동안에 야구에서 임대하였다.

## 프로 경력
13개의 시즌들에서 글로스는 1537개의 경기들에서 320개의 홈런과 950의 타점과 함께 .254점을 타구하였다. 19개의 공식적 이후의 시즌의 경기들에서 그는 9개의 홈런과 16의 타점과 함께 .347점을 타구하였다. 그는 4번이나 올스타 경기에 선발되었는데, 에인절스와 3번, 블루제이스와 1번이었다.

### 애너하임 에인절스
글로스는 1998년 애너하임 에인절스와 함께 자신의 경력을 시작하였고 1999년 팀의 출발 3루수로서 자리에 앉혀졌다.
2000년 글로스는 발진 시즌을 가져 그해에 조절된 범위율에서 지도적인 3루수로 지내는 동안에 47개와 함께 에인절스 역사상 3루수를 위한 사상의 단 하나의 시즌 홈런의 지도 선수가 되었다.

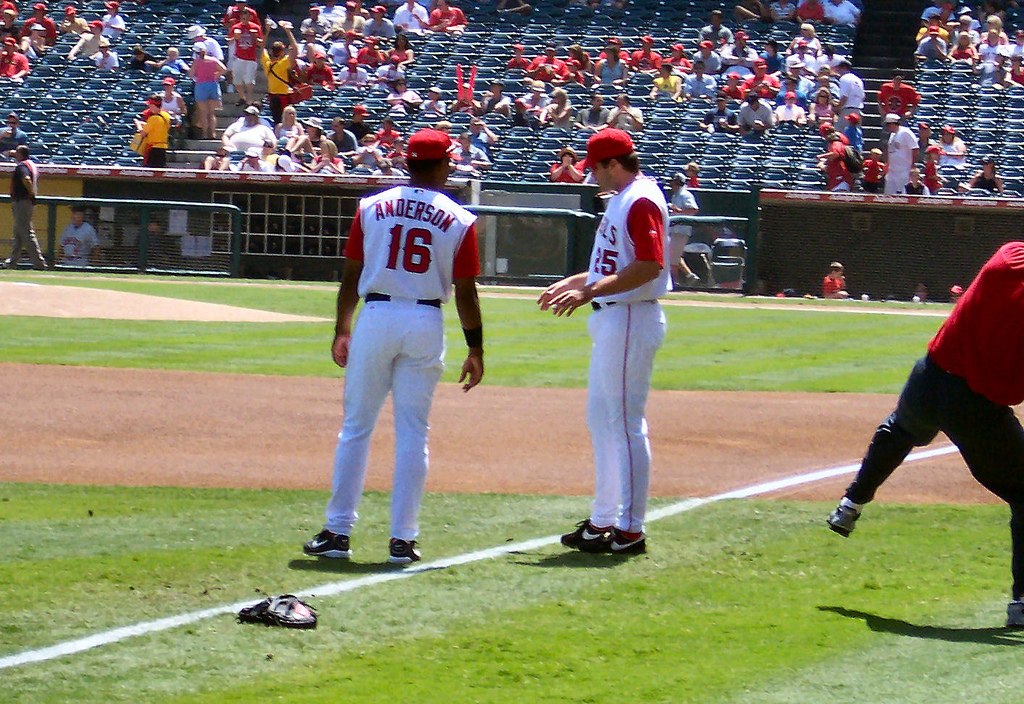
개릿 앤더슨(왼쪽)과 함께 (2002년)

2001년 메이저 리그 베이스볼 올스타전에 참가하여 한해에 41개와 함께 자신의 2번째 연속적 40개의 홈런 시즌을 게시하였다.
2002년 글로스는 1999년 시즌 이래 처음으로 40개의 홈런 클럽을 도달하는 데 실패하였으나 16년 만에 처음으로 에인절스가 플레이오프로 이루는 도움을 주는 데 30개의 홈런을 칠수 있었다. 팀 역사상 에인절스는 자신들의 첫 월드 시리즈 타이틀을 우승하는 데 7개의 경기들에서 샌프란시스코 자이언츠를 꺾었다.
글로스는 2002년 월드 시리즈의 주요 일원이었고 그 시리즈의 MVP로 임명되었다.
그는 2003년 또 다른 올스타 해와 함께 따라졌다.
글로스는 어깨 부상과 함께 2004년 시즌의 거의를 놓쳤다. 그해는 에인절스와 그의 계약의 마지막 해였다. 설립된 베테랑으로서 그는 자유 계약 마켓에 요구에 있었고 장기작 계약들을 위하여 유리한 제공들을 차지할 수 있었다. 에인절스와 자신의 전체 경력을 가졌어도 글로스는 팬의 인기있는 선수였으며 팀은 글로스의 복귀를 설득하지 않기로 결정하였다. 그의 부상 후에 글로스의 미래 건강에 관한 근심들이 한창일 때 팀은 글로스가 지내온 생산력이 될만큼 좋은 기회를 가졌다고 느낀 젊은 예상 선수 댈러스 맥퍼슨에게 3루수 직위를 물러주는 매우 낮은 가격의 대안과 함께 가기로 결정하였다.
글로스는 즉시 4년 동안 4천 5백만 달러를 위하여 애리조나 다이아몬드백스와 함께 계약을 맺었다.

### 애리조나 다이아몬드백스
2005년 시즌에 글로스는 97개의 타점과 함께 37개의 홈런을 치면서 다이아몬드백스와 함께 자신의 등 문제를 통하여 다루었다. 그는 또한 조절된 범위율에서 리그를 이끌었으나 메이저 리그에서 3루수에 의한 가장 많은 실책으로 데이비드 라이트와 함께 자신의 24개의 실책이 동점을 매겼다. 그는 마이너 리그 유격수 세르히오 산토스와 함께 오프 시즌에 토론토 블루제이스로 이적되었다. 이적은 투수 미겔 바티스타와 2루수 올랜도 허드슨을 다이아몬드백스로 보냈다. 블루제이스는 카를로스 델가도를 내보낸 후에 권력적인 타자를 애타게 필요하여 2루수에서 허드슨의 탈출이 다이아몬드백스로 이 이적의 장점을 주었다.

### 토론토 블루제이스

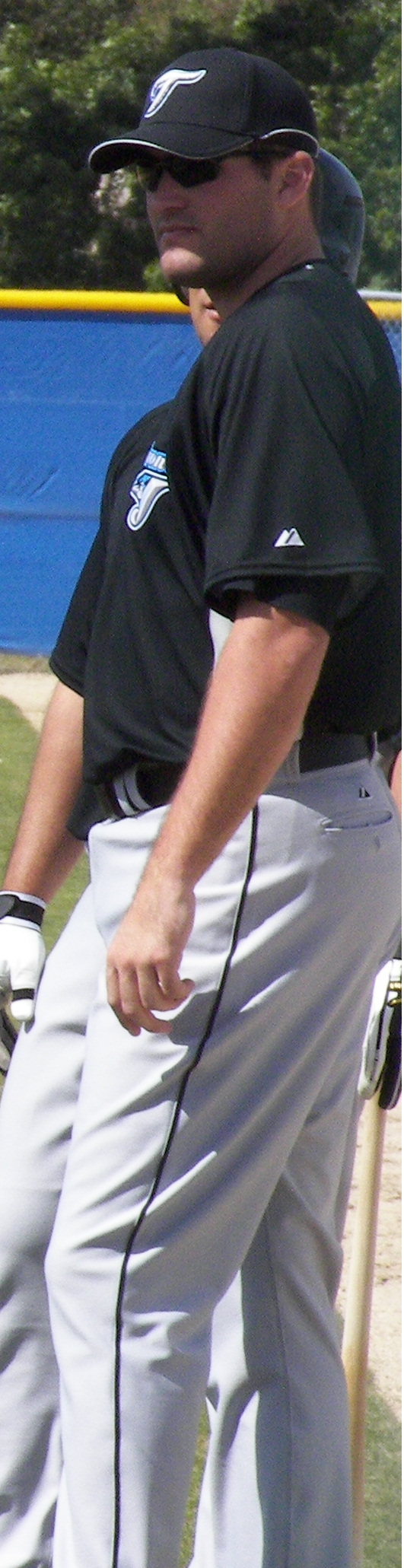
토론토 블루제이스와 함께 2007년 봄 훈련에서의 글로스

글로스가 마이너 리그에서 유격수에서 3루수로 전향하였어도 그는 유격수 루스 애덤스의 강등으로 인하여 2006년 5월 26일 블루제이스가 시카고 화이트삭스를 상대로 한 경기를 위하여 그는 유격수로 출발하였다. 글로스는 많은 플라이를 일으키기로 알려진 날에 투수의 사실로 인하여 거의 출전하는 것에 기대되지 않았다. 이 방어적 정렬은 그의 타구에 영향을 미치지 않았고 홈런과 함께 2개의 안타를 수집하였다.
2006년 시즌에 38개의 홈런과 104개의 타점을 친 후 글로스는 그해의 아메리칸 리그 MVP 상을 위하여 10위의 투표를 얻었다. 그해에 그는 여러 메이저 리그 3루수의 최저 지역 평점을 가졌다.
2007년 글로스의 생산력은 발의 부상에 의하여 한해를 방해하여 떨어졌다. 12월 13일 그는 미첼 리포트에서 인용되었다.

### 세인트루이스 카디널스
2008년 1월 14일 글로스는 동료 3루수 스콧 롤런을 위한 교환에서 세인트루이스 카디널스로 이적되었다. 이 일은 카디널스를 위하여 잘 풀렸고 그의 경력은 가장 공격적인 분류들에서 평가되었다. 더욱 나가 그는 146개의 경기에서 7개만의 실책을 일으켰다.
9월 3일 그는 3번째 이닝에서 애리조나 다이아몬드백스의 더그 데이비스에 자신의 300번째 홈런을 쳤다.
2009년 1월 21일 그는 관절염 오른쪽 어깨 수술을 받았다. 카디널스는 기초적으로 그해 시즌의 출발을 준비하는 데 그를 기대하였으나 자신의 복귀에 퇴보 후에 그는 15일간의 장애자 명단에 놓였고, 다른 재평가 후에 카디널스는 6월까지 그가 돌아오는 것을 기대하지 않았다. 7월 11일 그는 복귀 지정에 플로리다 주립 리그의 팜비치 카디널스로 지정되었다. 그는 9월 2일 6번째 이닝의 말에서 밀워키 브루어스를 상대로 한 경기에 돌아왔다.

### 애틀랜타 브레이브스
카디널스와 함께 부상으로 짧아진 2009년의 시즌에 이어 글로스는 애틀랜타 브레이브스와 함께 1년 1.75백만 달러의 계약을 맺었으며, 그가 상연에서 추가적 2.25백만 달러와 출석 보너스를 벌수 있도록 한 분량이었다. 그는 2010년 출발 1루수가 되었다.
자신이 멘도사 라인 아래로 친 격렬한 4월 후에 글로스는 5월 6개의 홈런과 28개의 타점과 함께 .330점을 타구하여 이번달의 선수다 되는 데 되돌아왔다. 8월 9일 현재 글로스는 14개의 홈런과 63개의 타점과 함께 .242점을 타구하였다.
글로스의 생산력은 7월과 8월에 꺾였다. 브레이브스가 8월 18일 1루수로 활약하는 데 데릭 리를 취득한 후 글로스는 무릎 피로와 함께 장애자 명단에 놓였다. 글로스는 약간의 퇴보를 가졌으나 데릭 리와 신인 선수 프레디 프리먼의 뒤로 대리 역할에서 브레이브스로 돌아왔다.
글로스는 정규 시즌 동안에 3루에서 단 하나의 출연을 하였으나 자이언츠를 상대로 내셔널 리그 디비전 시리즈의 2번째 경기에서 주요 2루타를 시작하는 데 3루에 쓰였다. 그러고나서 그는 3루에서 시리즈의 4번째 경기를 시작하였다.

## 이후의 경력
2015년 11월 9일 글로스는 처음으로 미국 야구 명예의 전당으로 헌액을 위한 후보자가 되었으나 투표들을 받지 않았다.

## 같이 보기
- 올림픽 야구 메달리스트 목록